# Гакаев, Муслим Вахаевич
Муслим Ваха́евич Гака́ев (24 апреля 1973, Калиновская, Наурский район — 24 января 2013, Веденский район) — один из самых непримиримых командиров Второй чеченской войны, сепаратист, бригадный генерал ВС ЧРИ, участник боевых действий чеченских сепаратистов с федеральными силами на территории Чечни в 1994-1996 гг. и 1999-2013 гг. Был заместителем командующего Шалинским сектором Восточного фронта ВС ЧРИ (с мая 2007), которым являлся его старший брат Хусейн. После реорганизации структуры Вилаята Нохчийчоь (Чечня) ИК, утвердился в должности амира (командующего) Шалинским сектором Восточного направления Вилаята Нохчийчоь.

## Биография
Родился в 24 апреля 1973 года в ст. Калиновская Наурского района Чечено-Ингушской АССР.
Хусейн и Муслим Гакаевы — последние погибшие из шести братьев Гакаевых. Джамалай, Саид-Усман, Хасан и Ризван Гакаевы погибли во время двух войн. Братья Гакаевы долгое время считались самыми «непримиримыми» полевыми командирами.
Муслим носил позывной «Дунга». По одной из версии, позывной пошёл от прозвища, которое, в свою очередь, он получил от отца, Вахи Гакаева, который любил футбол и хотел видеть сыновей футболистами.
Отряд Гакаевых состоял из полусотни боевиков.
Достоверно известно, что Муслим занимался подготовкой смертников. Так, в 2009 году в видеообращении заявил о том, что «20 шахидов из его с братом сектора готовы к атакам». Как утверждал представитель силовых структур Чеченской Республики, «Муслим Гакаев несколько лет был агентом силовых структур в стане боевиков». 11 августа 2009 года силовики расторгнули контракт с Гакаевым в связи с его видеозаявлением о подготовке Шалинским сектором 20 смертников. Рамзан Кадыров поставил перед силовыми структурами задачу как можно быстрее найти Гакаевых и уничтожить их на месте.
Министр внутренних дел Чечни Руслан Алханов, основные цели на начало 2010 года: «Найти Доку Умарова, братьев Гакаевых — Муслима и Хусейна, а также их ближайших пособников. Эти бандиты отличаются особой жестокостью. На их счету многочисленные теракты, убийства как мирных жителей, так и милиционеров».
Во третьей декаде сентября 2012 года чеченские силовики начали продолжительную и беспрестанную охоту на Гакаева-младшего в труднопроходимых лесах Веденского района. Однако спецоперацию усложнил тот факт, что уходя от преследования, боевики прикрывали основную группу, в которой находился сам Гакаев, устраивая засады и устанавливая растяжки.
24 января 2013 года в Веденском районе Чеченской Республики была проведена спецоперация, в ходе которой было убито 12 боевиков, двое ликвидированных были опознаны как Муслим Гакаев и его брат Хусейн. Позднее гибель Гакаевых была подтверждена и чеченскими боевиками.